# Stina Johannes
Stina Johannes (Hannover, 23 januari 2000) is een voetbalspeelster uit Duitsland. Ze speelt als doelverdediger voor Eintracht Frankfurt in de Bundesliga.
Stina Johannes groeide op in Burgdorf in Nedersaksen. Op zevenjarige leeftijd ging ze voor Heesseler SV keepen en speelde daar acht jaar voor het jongensteam.   In 2015 ging Johannes naar Hannoverscher SC. Na één seizoen bij het mannenteam verkaste ze naar FC Carl Zeiss Jena. Daar speelde ze in eerste instantie voor het onder 17 team in de B-Junioren Bundesliga, maar trainde ze al wel geregeld mee met het eerste vrouwenteam. Johannes maakte haar debuut voor Carl Zeiss Jena op 3 september 2017 in een 4-1 nederlaag tegen 1. FFC Turbine Potsdam waarin ze na 39ste minuut mocht invallen voor de geblesseerd uitgevallen Justien Odeurs.
Vanaf 6 juni 2021 kampte Johannes geregeld met blessureleed. Voordat ze naar Eintracht Frankfurt verkaste, kwam ze nog een drie maanden uit voor INAC Kobe Leonessa in de Japanse vrouwencompetitie.
In 2023 wist Johannes met Eintracht Frankfurt de groepsfase van de UEFA Women's Champions League te behalen.

## Statistieken[6]
| Seizoen    | Club                | Land      | Competitie    | Wedstrijden | Doelpunten |
| ---------- | ------------------- | --------- | ------------- | ----------- | ---------- |
| 2016-2018  | Carl Zeiss Jena II  | Duitsland | 2e Bundesliga | 16          | 0          |
| 2016-2018  | Carl Zeiss Jena     | Duitsland | Bundesliga    | 1           | 0          |
| 2018-2022  | SG Essen-Schönebeck | Duitsland | Bundesliga    | 29          | 0          |
| 2022       | INAC Kobe Leonessa  | Japan     | WE League     | 1           | 0          |
| 2022-heden | Eintracht Frankfurt | Duitsland | Bundesliga    | 10          | 0          |
| Totaal     | Totaal              | Totaal    | Totaal        | 57          | 0          |

Laatste update: 14 dec 2023

## Internationaal
Stina Johannes is meerdere keren geselecteerd geweest voor het Duitse nationale team zonder dat ze ooit minuten heeft gemaakt.
In 2023 werd Johannes geselecteerd voor het Wereldkampioenschap voetbal vrouwen 2023. Op dit eindtoernooi was Duitsland minder succesvol en werd het al in de groepsfase uitgeschakeld. Johannes bleef alle drie de groepswedstrijden op de bank.